# Каскабело, Марсело
Марсело Фабиан Каскабело Феррейра (исп. Marcelo Fabián Cascabelo Ferreyra; род. 6 февраля 1964) — аргентинский легкоатлет, специалист по бегу на средние и длинные дистанции, стипль-чезу, кроссу и марафону. Выступал на профессиональном уровне в 1983—1998 годах, серебряный и бронзовый призёр чемпионата Южной Америки, многократный чемпион Аргентины, действующий рекордсмен страны в беге на 3000 метров с препятствиями, участник летних Олимпийских игр в Барселоне.

## Биография
Марсело Каскабело родился 6 февраля 1964 года.
Первых серьёзных успехов в лёгкой атлетике на международном уровне добился в сезоне 1983 года, когда вошёл в состав аргентинской сборной и выступил на юниорском южноамериканском первенстве в Медельине, где стал четвёртым в беге на 1500 метров, одержал победу в беге на 2000 метров с препятствиями, выиграл бронзовую медаль в эстафете 4×400 метров.
В 1984 году стартовал на международном турнире «Дружба-84» в Москве, в зачёте бега на 3000 метров с препятствиями занял последнее 11-е место.
На чемпионате Южной Америки 1985 года в Сантьяго был девятым в дисциплине 1500 метров и четвёртым в 3000-метровом стипльчезе.
В 1986 году на иберо-американском чемпионате в Гаване финишировал восьмым в беге на 5000 метров и шестым в беге на 3000 метров с препятствиями. На Южноамериканских играх в Сантьяго завоевал бронзовые награды на дистанции 1500 метров и в стипльчезе.
В 1987 году на Панамериканских играх в Индианаполисе стал пятым в беге на 5000 метров и шестым в стипльчезе на 3000 метров. На домашних соревнованиях в Буэнос-Айресе вместе с соотечественниками установил ныне действующий рекорд Южной Америки в эстафете 4×800 метров — 7:44.1 (ручной хронометраж).
В 1988 году занял 169-е место на чемпионате мира по кроссу в Окленде.
В июне 1989 года на международном старте в Белграде взял бронзу в беге на 3000 метров с препятствиями и установил при этом ныне действующий рекорд Аргентины — 8:25.63.
На кроссовом чемпионате мира 1990 года в Экс-ле-Бен показал на финише 97-й результат.
В 1991 году занял 70-е место на чемпионате мира по кроссу в Антверпене. В беге на 3000 метров с препятствиями финишировал четвёртым на Панамериканских играх в Гаване, тогда как на чемпионате мира в Токио выйти в финал не смог.
В 1992 году показал 159-й результат на кроссовом чемпионате мира в Бостоне, пятый результат на иберо-американском чемпионате в Севилье. Благодаря череде успешных выступлений удостоился права защищать честь страны на летних Олимпийских играх в Барселоне — в ходе предварительного квалификационного этапа программы 3000 метров с препятствиями показал время 8:38.89, чего оказалось недостаточно для выхода в полуфинальную стадию соревнований.
В 1993 году занял 154-е место на чемпионате мира по кроссу в Аморебьета-Эчано, 93-е место на чемпионате мира по полумарафону в Брюсселе. На чемпионате Южной Америки в Лиме взял бронзу в беге на 1500 метров и получил серебро в стипльчезе на 3000 метров.
На кроссовом чемпионате мира 1994 года в Будапеште показал на финише 154-й результат. Принимал участие в Играх доброй воли в Санкт-Петербурге, где в зачёте 3000-метрового стипльчеза финишировал восьмым.
В 1995 году бежал 3000 метров на чемпионате мира в помещении в Барселоне, в стипльчезе стал седьмым на Панамериканских играх в Мар-дель-Плате. На чемпионате мира по полумарафону в Бельфоре показал 86-й результат.
В 1996 году с результатом 2:19:19 занял 11-е место на Римском марафоне. На чемпионате мира по полумарафону в Пальме сошёл с дистанции, не показав никакого результата.
В 1997 году занял 24-е место на Гамбургском марафоне (2:19:30).
Завершил спортивную карьеру по окончании сезона 1998 года.